# Gabriel Vásquez
Gabriel Vásquez, S.J. (Belmonte, 18 de junio de 1549 - Alcalá de Henares, 23 de septiembre de 1604) fue un jesuita, teólogo, orador y moralista católico español. Opositor a las enseñanzas del también jesuita Francisco Suárez, es conocido sobre todo por un estudio completo de las obras de san Agustín de Hipona, por el que profesaba una gran devoción. El papa Benedicto XIV lo llamó «luminaria» de la teología.

## Biografía
Hizo sus estudios primarios y de Gramática en Belmonte (Cuenca), y marchó a Alcalá de Henares para estudiar filosofía. Allí ingresó en la Compañía de Jesús el 9 de abril de 1569. Después de haber terminado su noviciado continuó sus estudios teológicos allí, incluyendo la defensa pública de su tesis.
En la Quinta Congregación Provincial de Toledo también defendió una tesis. Entre estos eventos dio una conferencia a los estudiantes jesuitas sobre De anima, de Aristóteles, y regresó a Alcalá para estudiar hebreo.
Posteriormente enseñó teología moral dos años en el colegio de Ocaña, dos más en Madrid, y durante algún tiempo en Alcalá. A partir de ahí, aunque todavía no tenía treinta años de edad, fue llamado a Roma para ocupar el mismo cargo en el Colegio Romano. Antes de su partida hizo su profesión en Belmonte.
Permaneció seis años en Roma, para después volver a Alcalá, donde fue profesor de teología hasta su muerte. En él, de acuerdo con el redentorista alemán y escritor Michael Haringer, «la virtud compitió con la doctrina, la obediencia con el genio y la piedad con el aprendizaje». El duque de Lerma, valido de Felipe III de España, con frecuencia le consultaba en los asuntos más importantes.

## Obras
- De cultu adorationis libri tres et disputationes duae contra errores Felicis et Elipandi, Alcalá, 1594; Mainz, 1601, 1604
- Commentariorum ac Disputationum in (partes) S. Thomae, Alcalá, 8 vols., 1598-1615. Ediciones revisadas posteriores fueron publicadas en Alcalá, Ingolstadt, Viena, Lyons (1620) y Antwerp (1621).
- Paraphrases et compendiaria explicatio ad nonnullas Pauli Epistolas, Alcalá, 1612; Ingolstadt, 1613; Lyons, 1630.
- Disputationes metaphysicae desumptae ex variis locis suorum operum (Madrid, 1617; Antwerp, 1618) compilado por Francisco Murcia de la Llana.